# Ralph Fox
Ralph Hartzler Fox (Morrisville, Pennsylvania, 24 de março de 1913 — Filadélfia, 23 de dezembro de 1973) foi um matemático estadunidense.
Foi palestrante convidado do Congresso Internacional de Matemáticos em Cambridge, Massachusetts (1950: Recent developments of knot theory at Princeton).

## Publicações selecionadas
- Introduction to Knot Theory, Richard H. Crowell and Ralph H. Fox, Reprint of the 1963 original, Graduate Texts in Mathematics, No. 57, Springer-Verlag, New York-Heidelberg, 1977. ISBN 0-387-90272-4
- A quick trip through knot theory, in: M.K. Fort (Ed.), "Topology of 3-Manifolds and Related Topics", Prentice-Hall, NJ, 1961, pp. 120–167. MR0140099
- Metacyclic invariants of knots and links, Canadian Journal of Mathematics 22 (1970) 193–201. MR0261584
- On topologies for function spaces, Bulletin of the American Mathematical Society 51 (1945) 429-432. MR0012224